# Tommy Crutcher
Tommy Joe Crutcher (McKinney, 10 agosto 1941 – Port Isabel, 16 febbraio 2002) è stato un giocatore di football americano statunitense che ha giocato nel ruolo di linebacker per i Green Bay Packers e i New York Giants della National Football League (NFL). Al college ha giocato a football alla Texas Christian University.

## Carriera professionistica
Dopo una carriera da fullback all'università, Crutcher fu scelto nel corso del terzo giro del Draft NFL 1964 dai Green Bay Packers che lo spostarono nel ruolo di linebacker. A Green Bay vinse i primi due Super Bowl della storia, nel '66 e '67. In seguito passò ai New York Giants prima di tornare coi Green Bay Packers con cui concluse la carriera nel 1972.

## Palmarès
- (1) Campione NFL (1965)
- (2) Vincitore del Super Bowl, (I, II)

## Statistiche
| Partite totali | 110 |
| Intercetti     | 3   |